# Heinrich Trettner
Heinrich « Heinz » Trettner (19 septembre 1907 à Minden - 18 septembre 2006 à Mönchengladbach) est un Generalleutnant allemand qui a servi au sein de la Heer dans la Wehrmacht pendant la Seconde Guerre mondiale et de 1964 à 1966 Inspecteur général de la Bundeswehr (en allemand : Generalinspekteur der Bundeswehr).
Il a été décoré de la croix de chevalier de la croix de fer avec feuilles de chêne. La croix de chevalier de la croix de fer et son grade supérieur; les feuilles de chêne; sont attribués pour récompenser un acte d'une extrême bravoure sur le champ de bataille ou un commandement militaire avec succès.

## Biographie

### Guerre civile d'Espagne
Après avoir terminé la 3e promotion à la 2e Luftkriegsschule (École de l'armée de l'air) à Berlin, Heinrich Trettner rejoint la Légion Condor et sert comme adjudant et officier d'opérations du Generalmajor Hugo Sperrle et Wolfram Freiherr von Richthofen durant la Guerre civile d'Espagne. Le 2 octobre 1937, il est promu Staffelkapitän de la 1./K 88.

### Seconde Guerre mondiale
Au début de la guerre, Heinrich Trettner sert comme officier d'état-major et officier d'opérations de la 7. Flieger-Division jusqu'au 14 juin 1939. Dans le même temps, Heinrich Trettner est affecté en tant que conseiller auprès de l'Inspection des Fallschirmjäger du 1er janvier 1939 au 14 décembre 1940. Pendant les campagnes polonaises et françaises, il sert comme chef des opérations à l'état-major de la 7. Flieger-Division jusqu'au 14 décembre 1940. Il est ensuite nommé chef des opérations dans l'état-major de la XI. Fliegerkorps du 15 décembre 1940 au 6 avril 1942, prenant part à l'opération aéroportée sur la Crète. Pour cela, il est promu chef d'état-major de la XI. Fliegerkorps, mais le 4 octobre 1943, il est réaffecté à la tête de la formation et devient commandant de la 4. Fallschirmjäger-Division jusqu'au 3 mai 1945, quand il est fait prisonnier par les troupes américaines. Il est ensuite transféré au camp de prisonniers de guerre de l'armée britannique au Royaume-Uni, où il reste incarcéré jusqu'au 12 avril 1948.

### Après-guerre
Heinrich Trettner est libéré le 12 avril 1948 et travaille pour une organisation caritative Diözesan-Caritasverband. Il complète son apprentissage de commercial avec « Vaupel Sohn », un détaillant de verre à Düsseldorf, en mai 1949. Il s'inscrit ensuite à l'Université de Bonn et étudie l'économie et la jurisprudence où il reçoit son diplôme en économie en 1956.
Immédiatement après avoir reçu son diplôme, Heinrich Trettner rejoint ensuite la Bundeswehr. Il est transféré au Grand quartier général des puissances alliées en Europe (Supreme Headquarters Allied Powers Europe ou SHAPE) à Paris avec un poste de commandant du département de la logistique jusqu'au 15 septembre 1959.
En tant qu'inspecteur général, Heinrich Trettner a apparemment des relations conflictuelles avec Karl Gümbel (de), le Sous-ministre de la Défense, et s'est opposé à la prise d'ordres venant d'un fonctionnaire, Gumbel, en l'absence du ministre. Il est également opposé à une décision rendue par le ministre, bravant une ordonnance du tribunal, que les membres de l'armée pourrait adhérer à un syndicat. Ces facteurs ont conduit à sa démission, qui a presque coïncidé avec celle de Werner Panitzki (de), le chef du personnel de la Luftwaffe.
Heinrich Trettner meurt un jour avant son 99e anniversaire. Il était le dernier Général encore vivant de la Wehrmacht.

## Distinctions
- Médaille de la campagne 1936-1939 (Espagne)
- Médaille militaire (Espagne)
- Croix d'Espagne en or (6 juin 1939)
- Bande de bras Kreta
- Insigne des blessés (1914)
  - en noir
- Croix de fer (1939)
  - 2e classe
  - 1re classe
- Insigne de pilote-observateur en or avec brillants
- Croix de chevalier de la croix de fer avec feuilles de chêne
  - Croix de chevalier le 24 mai 1940 en tant que Major et officier d'opérations de la 7. Flieger-Division[4]
  - 586e feuilles de chêne le 17 septembre 1944 en tant que Generalmajor et commandant de la 4. Fallschirmjäger-Division[5]
- Mentionné dans le bulletin quotidien radiophonique de l'armée: Wehrmachtbericht le 28 juin 1944
- Legion of Merit (États-Unis)
- Chevalier commandeur de l'ordre royal de Victoria (Angleterre)
- Grand officier de l'ordre de Georges Ier (Grèce)
- Grand officier de l'ordre du Mérite de la République italienne (Grande Ufficiale Ordine al Merito della Repubblica Italiana) (Italie)
- Grand officier de la Légion d'honneur (France)
- Grand commandeur de l'ordre du Mérite de la République fédérale d'Allemagne (Großes Verdienstkreuz mit Stern und Schulterband)